# 小笠原明代
小笠原 明代（おがさわら あきよ ）は埼玉県さいたま市出身の現代の日本画家。
小川和紙（無形文化遺産の細川紙）、膠、墨、顔料、岩絵の具を用いる。

## 経歴
埼玉県生まれ。さいたま市立神田小学校、さいたま市立大久保中学校、埼玉県立浦和第一女子高等学校(定時制)卒業。
子供の頃より美術の成績がとりわけ良く、賞をもらっていた。小学生時には、漠然とはしていたが画家になるのが夢だった。
中学校で不登校をしている時に油絵セットを母親に誕生日プレゼントで買ってもらったのをきっかけに独学で油絵を描き始めた絵が、周囲の大人達には評判が良かった。
中学卒業後は、埼玉県立浦和第一女子高等学校(定時制)に進学、全日制とは異なり、服装、髪型等は、自由な環境での通学だった。
育った環境での人々の関わりから好きな事をやってはいけないと思い込み、本心を隠して絵を封印して資格を取って就職を考え調理師の道（華調理師専門学校）に進んだが、肌に合わず、自分のやりたかった事を模索し、再び筆をとる。
画家になる事を目標にフリーターをしながら作品を描いていた。その後公募展に作品を出品する様になり、東京都美術館(2002,2004)、国立新美術館(2014)、銀座のギャラリー(2005~2008,2012~2015)ほかで作品を発表する。
発表する機会は増えたにも関わらず、子供の頃の夢だった「画家」には程遠く創作に行き詰まりを感じていた頃に、以前より興味のあった日本画の技法を学びはじめた。日本画の技法が性に合ったことと、和紙の柔らかな風合いが気に入った為、それを機会に日本画家に転身した。そして更に、セルフアートマネージメントなどを学んだ。
丁度その頃、埼玉県立近代美術館での個展の際に百貨店での展覧会の出品を画商にスカウトされて以後、百貨店で作品発表をするようになる。

## 作風
埼玉県比企郡小川町にある工房の和紙「細川和紙(小川和紙)」を支持体にして、富士山や満月、花や猫、小鳥、孔雀、時には、ユニコーンなどをモチーフにし、縞模様や水玉模様などの幾何学模様を用いた背景やグラデーションで描かれている。また、和紙を幾重にも重ねることにより遠近感を表現するなど独創的な作品作りをしている。
富士山と満月をモチーフにした作品では、富士山の上空に大きな黄金の満月を配置したもの、赤焼けする富士山の空を全面金箔にするなどの大胆な構図の作品が多数ある。満月や夕陽に焼ける富士山の作品には、金沢や京都の金箔、金泥を数種類、重ね塗りすることで、それぞれ金箔の色の違い、質感の違いを巧みに利用して、凹凸を出し、立体感のある表現となっている。
また、草花の作品も多いが、写実的表現にとどまらず、目を魅くワンポイントとして、あえて、花の実などにオレンジやピンクなどの蛍光色をわずかにいれるなど、伝統的な日本画とは一線を画した作品が多くみられる。
これらの作品群は、作家の出自が油絵からであったため、色彩が伝統的な日本画からの由来でなく、明るい色彩を帯びた現代的なエッセンスが盛り込まれた作品となっているのが特徴である。これら特徴は、モチーフの背景に使われている幾何学模様や、水色や黄金、オレンジ、ピンクなどの明るい開放的な色使いで、みることができる。
また、中学時代の不登校の経験から予防医学、代替医療などの医療機関に過度に頼ることのないような自律的な健康維持に強い関心をもち、日頃から医食同源を実践し、癒しの要素を取り入れた作品作りの探究をしている。
近年では、チベットタンカなどの仏画にも強い関心を示しているほか、エソテリックヒーリングの施術者となったり、シンキングボールの演奏などを作風のために取り入れるなど、癒しの探究に余念がない。

## 主な受賞歴
- 2014年 - 第66回 三軌展 奨励賞受賞

## 代表的な作品
- 「go around 」制作年不詳　油彩
- 「招福宇宙金魚」2015年　日本画
- 「項-朱」2016年　日本画
- 「Love  peacock」2017年　日本画
- 「招福♡金魚」　2018年　日本画
- 「Luna power」　2018年　日本画
- 「金魚曼陀羅」　2018年　日本画
- 「円宙-花神」   2019年　日本画
- 「梓・浜茄子・五葉躑躅」2020年　日本画
- 「五大陸の花」 2020年 日本画
- 「星空で輪舞」2020年　日本画
- 「Blue moon」2020年　日本画

## 展覧会
- 2014年〜2016年　女流画家協会展［東京都美術館/東京］
- 2014年　三軌会　第66回　三軌展　[国立新美術館/東京]
- 2013年・2016年　個展「小笠原明代日本画展」［銀座ギャラリーアーチストスペース/東京］
- 2015年　個展「小笠原明代日本画展」［埼玉県立近代美術館/埼玉］
- 2015年〜16年　 3人展「日本の昨日・今日・明日展」［ギャルリ青鞜/広島］
- 2016年　  3人展「日本の昨日・今日・明日展」［伊勢丹浦和店/埼玉］
- 2016年〜2020年　個展「さひたま花巡り」［伊勢丹浦和店/埼玉］毎年開催
- 2017年　 グループ展「東急田園都市線27駅の絵画展27車窓物語」[東急たまプラーザ/神奈川］
- 2017年　3人展「〜伝統をこえて〜現代日本画3人展」［東急たまプラーザ アートサロン/神奈川］
- 2017年　 個展「祈りの季節」［ギャルリ青鞜/広島］
- 2018年　グループ展 「平成動物図鑑vol.5」[福屋八丁堀本店 美術画廊/広島]
- 2019年　グループ展「新緑のアートフェア」［ヒルトピアアートスクエア/西新宿］
- 2019年　グループ展 「アート関ケ原」[阪神百貨梅田本店/大阪] [福屋八丁掘本店/広島]
- 2019年　3人展「現代女流日本画展」 [東武百貨店船橋店/船橋]他多数開催
- 2020年　個展「もう一つのさひたま花巡り」[埼玉伝統工芸会館/埼玉]
- 2020年　グループ展「アートサファリパーク」[伊勢丹新宿店/新宿]
- 2020年　グループ展「和の美～NEOジェネレーション～」[美の起原/銀座]
- 2020年　3人展「月に願いを」[伊勢丹静岡展］
- 2021年　個展「招福七草図譜」 [東武百貨店船橋店/千葉]
- 2021年　グループ展「Next Generations」 [広島福屋駅前店/広島市]
- 2022年　グループ展「アート関ヶ原」[阪神百貨店梅田本店/大阪]
- 2023年　グループ展「絵画をたしなむ１週間」[阪神百貨店梅田本店/大阪]
- 2023年　個展「招福七草図譜」 [東武百貨店船橋店/船橋]
- 2023年　絵画市「GINZA ART FESTA」[松屋銀座/東京]
- 2023年　グループ展「Next Generations」 [広島福屋駅前店/広島市]
- 2024年　4人展「2024寿展」[阪神百貨店梅田本店/大阪]
- 2024年　個展「さひたま花巡りvol.9」[伊勢丹浦和店/埼玉]
- 2024年　グループ展「夏の人気作家絵画展」[丸広百貨店川越本店/埼玉]
- 2024年　グループ展「アート関ヶ原」[阪神百貨店梅田本店/大阪]
- 2024年　個展「さいたま花物語り」[丸広百貨店川越本店/埼玉]
- 2025年　個展「さいたま新春万福」[八木橋百貨店/埼玉]
- 2025年　グループ展  [阪神百貨店梅田本店]
- 2025年　個展「－しあわせの花歳時記－」[松坂屋上野店]
- 2025年　（予定）伊勢丹京都店、東武百貨店船橋店
- 2026年　（予定）丸広百貨店川越本店

他、展覧会、個展多数。

## メディア出演歴
- 2015年10月1日、11月1日 - 埼玉新聞、月刊美術11月号、10月29日NHKさいたま放送局
- 2016年3月7日 - 東京新聞埼玉版、3月18日読売新聞埼玉版、3月17日・22日、7月12日埼玉新聞
- 2016年 - 美術の窓8月号、3月21日テレ玉 ごごたま
- 2017年2月21日 - さいたま朝日、3月17日読売新聞埼玉版、3月27日、6月4日・27日埼玉新聞
- 2017年6月〜2018年3月 - 連載「さいたま花巡り」［埼玉新聞］
- 2017年6月29日 - テレビ埼玉
- 2017年11月17日 - 読売新聞広島版
- 2017年11月29日 - 中国新聞
- 2018年3月10日 - 埼玉新聞
- 2018年3月12日 - 趣味の山野草4月号
- 2018年3月15日 - テレビ埼玉
- 2018年3月20日 - 武州路4月号
- 2019年1月1日、2月20日、7月9日、10月10日 - 東京新聞
- 2019年 - 武州路3月号
- 2019年3月16日、3月17日、5月12日 - 埼玉新聞
- 2019年3月18日 - 東京新聞さいたま版
- 2020年 - 趣味の山野草4月号
- 2020年3月8日 - 埼玉新聞
- 2020年2月28日 - たまログ、ショッパー
- 2020年3月8日 - 埼玉新聞
- 2020年 - 武州路3月号
- 3月18日、7月6日 - REDS WAVEラジオに出演
- 2025年5月30日 - 東京新聞

## 公式サイト
- 小笠原明代公式サイト